# Tetradimita
La tetradimita és un mineral de la classe dels sulfurs que pertany i dona nom al grup de la tetradimita. Rep el seu nom del grec tetradumos, quàdruple, al·lusió a la seva habitual macla en quatre fulles. Va ser descoberta l'any 1831 en una mina de la regió de Banská Bystrica (Eslovàquia).

## Característiques
La tetradimita és un sulfur de bismut i tel·luri. Es pot confondre amb facilitat amb la nagyagita. Soluble en HNO₃ i H₂SO₄. A més dels elements de la seva fórmula, Bi₂Te₂Sm sol portar com impureses: seleni, or, coure i plom. Cristal·litza en el sistema triclínic formant prismes piramidals. També s'hi pot trobar de manera granular, massiva o foliada. És usada com a mena de bismut i or.
Segons la classificació de Nickel-Strunz, la tetradimita pertany a «02.DC: Sulfurs metàl·lics, amb variable M:S» juntament amb els següents minerals: hedleyita, ikunolita, ingodita, joséita-B, kawazulita, laitakarita, nevskita, paraguanajuatita, pilsenita, skippenita, sulfotsumoita, tel·lurantimoni, tel·lurobismuthita, tsumoita, baksanita, joséita-C, protojoséita, sztrókayita, vihorlatita i tel·luronevskita.

## Formació i jaciments
Apareix en filons hidrotermals de quars amb or, de moderada a alta temperatura de formació. També en jaciments de metamorfisme de contacte. Sol trobar-se associada a altres minerals com: tel·luri, telurobismutita, or, plata, bismut, hessita, petzita, calaverita, matildita, altaïta, pirita, pirrotina, galena, esfalerita, arsenopirita, calcopirita o quars. Els seus jaciments són molt rars. Es coneixen jaciments a Ciclova Română (Romania), als Estats Units i al Japó.

## Grup de la tetradimita
El grup de la tetradimita està format per tel·lururs i selenurs que cristal·litzen en el sistema cristal·lí trigonal.
| Espècie          | Fórmula     |
| ---------------- | ----------- |
| Ingodita         | Bi₂TeS      |
| Kawazulita       | Bi₂Te₂Se    |
| Skippenita       | Bi₂TeSe₂    |
| Sulfotsumoita    | Bi₃Te₂S     |
| Tel·luronevskita | Bi₃TeSe₂    |
| Tetradimita      | Bi₂Te₂S     |
| Tsumoita         | BiTe        |
| Vihorlatita      | Bi24Se17Te₄ |